# Jameel McKay
Jameel McKay (Milwaukee, Wisconsin, 14 de septiembre de 1992) es un jugador de baloncesto estadounidense que actualmente se encuentra sin equipo. Con 1'98 metros de estatura, juega en la posición de ala-pívot.

## Trayectoria deportiva
Es un pívot que destaca por su rebote, formado a caballo entre Indian Hills CC (2011–2013) y Iowa State Cyclones (2014–2016).
Formado en la prestigiosa Iowa State, llegó a participar en la Summer League de Las Vegas 2016 en las filas de los New Orleans Pelicans, donde promedió 7.8 puntos y 6.3 rebotes. La campaña 2016-17 la comenzó en las filas de los Perth Wildcats australianos, donde se convirtió en el máximo reboteador ofensivo de la liga y en el segundo máximo taponador, promediando 7.8 puntos, 6.3 rebotes y 1.4 tapones por encuentro y proclamándose campeón de liga. Además, recibió el galardón de mejor jugador defensivo de la competición. Ha finalizado la campaña en Filipinas, donde ha brillado con luz propia firmando 23.8 puntos, 17.3 rebotes y 2.1 tapones con los Phoenix Fuel Masters.
En junio de 2017, fichó por Bilbao Basket para disputar la Liga Endesa. En septiembre de 2017, llegó a un acuerdo de desvinculación con el Bilbao Basket, por lo que deja de pertenecer a la plantilla bilbaína. Aspectos burocráticos han obligado al club a tomar la decisión.